# Кръстни ъгли
Кръстните ъгли са ъгли получени при пресичането на две прави с трета. Ако правите са успоредни, то кръстните ъгли са равни.